# 上總國
上總國（日语：〔〕／〔〕 Kazusanokuni */?），日本古代的令制國之一，屬東海道，又稱總州、南總。設置之初，上總國的領域大約為現在千葉縣的中南部，後來南部分割出來，新設為安房國。

## 郡
- 市原郡
- 海上郡
- 畔蒜郡
- 望陀郡
- 周淮郡
- 天羽郡（日语：天羽郡）
- 夷灊郡
- 長柄郡
- 山邊郡
- 武射郡
- 埴生郡

## 相關項目
- 日本令制國列表